# Tant qu’il y aura des hommes
Tant qu’il y aura des hommes – album francuskiej piosenkarki Amandy Lear wydany w 1989 roku.

## Ogólne informacje
Płyta jest reedycją wydanego wcześniej włoskojęzycznego albumu Uomini più uomini. Zawiera część piosenek nagranych ponownie w języku francuskim, część zachowanych w języku włoskim, oraz premierowy utwór "Métamorphose". Krążek spotkał się ze średnim sukcesem.
Album ukazał się na trzech nośnikach: płycie kompaktowej (w limitowanej ilości), płycie winylowej oraz kasecie magnetofonowej. Był to zarazem pierwszy studyjny album piosenkarki wydany bezpośrednio na CD.

## Lista utworów
Strona A:
1. "Ma chére Claire" - 3:38
2. "Métamorphose" - 3:12
3. "Demain" - 4:15
4. "L'École d'amour" - 4:30
5. "Echec et mat" - 4:30

Strona B:
1. "Una notte insieme a te" - 3:51
2. "Indovina chi sono" - 3:22
3. "Ragazzino" - 4:18
4. "Una rosa un tango" - 4:05
5. "Due" - 3:27

## Single z płyty
- 1989: "Métamorphose"
- 1990: "L'École d'amour"